# Can Miralletes
Can Miralletes és una masia de Barcelona inclosa a l'Inventari del Patrimoni Arquitectònic de Catalunya.

## Descripció
Masia en mal estat de conservació.
Fou una gran casa de pagès envoltada de terres de conreu, algunes de les quals estan abandonades -tot i que el terrer existeix. L'edifici és de planta rectangular amb façana amb portal central i cinc finestrals. Ens els últims temps, quan la casa deixà de ser de pagesia, es transformà en casa de begudes on se servien menjars a les taules de l'exterior.

## Història
Hi vivia una persona, el propietari, tot i que passà a propietat municipal. Segons el Pla Municipal de 1976 el solar està qualificar com a zona verda.